# Grand Mexican Warlock
A Grand Mexican Warlock (néha GMW-ként rövidítve) egy 2009-ben alapított magyar rockzenekar. A zenekar tagjai számos más jól ismert zenekarban és zenei projektben szerepeltek, így a sajtóban gyakran szupergrupként hivatkoztak rájuk. Rendszeres hazai koncertjeik mellett a környező országok klubjaiban is visszatérő vendégek voltak, 2014-ben pedig a Baltikumba is eljutottak egy mini-turnéra.
A zenekar két alkalommal, 2011-ben és 2015-ben játszott a Petőfi Rádió Akusztik című műsorában.
A zenekar elkezdett dolgozni nagysikerű 2016-os III című lemezének folytatásán, azonban végül csak két számot rögzítettek. 2018 júniusában jelentették be, hogy rövidesen feloszlanak. A búcsúkoncertekre 2019 januárjában került sor Kecskeméten és Budapesten. 2021-ben újraalakultak,  majd 2023-ban kiadták Eulogy című lemezüket.

## Kiadványok
| Cím (megjelenés éve)                  | Típus  | Formátum (kiadó, példányszám)                                                                 | Megjegyzés                                                        |
| ------------------------------------- | ------ | --------------------------------------------------------------------------------------------- | ----------------------------------------------------------------- |
| Aeons (2010) Aeons (remastered, 2015) | album  | - CD (Pongo Pongo Collective) - digitális                                                     |                                                                   |
| Lemeztelenedve (2011)                 | single | digitális                                                                                     | közreműködik Masszőr (Pálinkás Tamás)                             |
| Hell Sweet Hell (2014)                | album  | - CD - digitális                                                                              | Fonogram díjra jelölve az év hazai modern pop-rock albumáért 2014 |
| III (2016)                            | album  | - CD (Pongo Pongo Collective) - 12" vinyl (Pongo Pongo Collective, 300) - kazetta - digitális |                                                                   |
| GMW '17 (2017)                        | EP     | digitális                                                                                     | a soha el nem készült negyedik lemezére szánt és rögzített dalok  |